# Каштанова (станція метро)
«Кашта́нова» — проєктована станція Харківського метрополітену. На перспективних схемах розміщена на Олексіївській лінії метро, між станціями «Державінська» й «Одеська». Будівництво станцій «Каштанова» і «Мотель „Дружба“» планувалося при проєктуванні Олексіївської лінії метро в 1980-і роки. Надалі, через проблеми з фінансуванням, доля цих станцій стала неясна.
У березні 2009 Анатолій Кравчук, начальник Дирекції будівництва метрополітену ДП «Харківський метрополітен», заявив, що невдовзі буде оголошено архітектурний конкурс на проєктування станції метро «Каштанова». Але через малий передбачуваний пасажиропоток в цьому районі будівництво цієї перспективної станції найбільш ймовірно буде здійснюватися вже після закінчення будівництва Олексіївської лінії до станції «Аеропорт».
У лютому 2020 році відбувалося знесення будинків, які попередньо були викуплені у власників міською владою, на місці майбутньої станції.. Станом на грудень 2021 року робота з будівництва станції перебувала на підготовчому етапі — виселення людей з їх будинків та знесення будівель. Планувалося, що у першій половині 2022 року буде обрано генерального підрядника з будівництва станції.
Станом на травень 2023 року, за словами Харківського міського голови Ігоря Терехова тривали рішення щодо відновлення будівництва підтримали Європейський банк реконструкції та розвитку та Європейський інвестиційний банк. У грудні 2024 року Ігор Терехов заявив, що у 2025 році має відновитися будівництво метрополітену, на що були закладені гроші з державного бюджету України на 2025 рік. Станом на початок липня 2025 року міська влада Харкова завершувала перемовини з Європейським інвестиційним банком та Європейським банком реконструкції і розвитку щодо фінансових аспектів будівництва нових станцій метрополітену, у тому числі і станції «Каштанова».